# Zenn
Zenn（ゼン）は、クラスメソッド株式会社が運営するエンジニア向け情報共有コミュニティ（ナレッジコミュニティ）である。2023年12月時点で10万人の会員がおり、サイボウズや損害保険ジャパンなど500以上の企業や組織が利用している。

## 概要
Zennは石川俊平が個人で開発し、2020年9月16日に公開した。
Zennは利用者が知見をブログ形式で投稿したり、1冊の本にまとめて無料または有料で公開したり、スレッド形式で情報をまとめることができる。記事や本の執筆にはMarkdownが利用できる。GitHubに作成したリポジトリと連携することでローカル環境で任意のテキストエディタで記事や本を執筆することができる。また、ローカル環境での執筆をスムーズに行うための専用のコマンドラインアプリケーションを提供している。
Zennは「知見を共有するエンジニアに対価を」をコンセプトにしており、ウェブサイト上のリーダーで読める本を有料で公開するか、有料のバッジを著者に贈ることで知見を発信しているエンジニアを支援できる。
また、複数人で管理できるメディアを作るPublication機能が提供されており、企業や技術コミュニティなどが特定のテーマについての記事を1箇所に投稿することができる。

## 沿革
- 2020年9月16日 - サービス提供開始[4]。
- 2021年2月1日 - クラスメソッド株式会社がZennの買収に関する契約締結を発表[6]。
- 2024年1月22日 - Publication機能が正式リリースされる[9]。